# Reino de Limerick
El reino de Limerick (nórdico antiguo: Hlymrekr) fue un pequeño pero poderoso enclave hiberno-nórdico en la isla de Irlanda que aparece en la crónica del siglo XII Cogad Gáedel re Gallaib (guerra de los irlandeses contra los extranjeros) y otros escritos contemporáneos como los Anales de los cuatro maestros, Anales de Inisfallen y Anales de Tigernach. La figura principal de los gobernantes de Limerick a finales del siglo X fue Ivar de Limerick (m. 977), apodado Ua hÍmair.
Los primeros registros sobre incursiones vikingas en Limerick se remontan a 845 en los Anales de Ulster, seguido de embestidas intermitentes en la región a lo largo del siglo IX, siendo vencidos en 887 por los hombres de Connacht. La colonización no fue firme hasta la llegada de Tomrair mac Ailchi que fundó un asentamiento permanente en 922, lanzando incursiones a lo largo de la ribera del río Shannon, atacando los monasterios y otros lugares de culto cristianos desde Lough Derg hasta Lough Ree. Dos años más tarde, los vikingos de Dublín, al mando de Gofraid ua Ímair atacaron Limerick, pero fueron rechazados. La guerra entre vikingos duró hasta 937 cuando los dublineses, ahora comandados por Amlaíb mac Gofraid, capturó a Amlaíb Cenncairech y por alguna razón destruyó su flota. Amlaíb Cenncairech, no fue el primer rey vikingo de Limerick ya que anteriormente los anales citan la muerte de Colla ua Báirid (m. 932), rey de Limerick. A falta de registros sobre batallas, la interpretación histórica es que Amlaíb mac Gofraid buscó alianza con Amlaíb de Limerick por su conflicto con Athelstan, que desembocó en la batalla de Brunanburh. La década entre 920 y 930 fue el máximo apogeo del poder hiberno-nórdico en Irlanda y solo Limerick llegó a rivalizar seriamente con Dublín. En 937 Olaf Cuaran atacó Limerick al ver amenazados los intereses de Dublín por las embestidas de sus rivales y los venció en batalla naval en Lough Ree, e impuso a su primo Aralt mac Sitric como rey de Limerick acabando con aquella situación y permitiendo a Olaf dirigir toda su atención hacia Jorvik.
La historiadora Mary Valante interpreta que el dominio comercial en auge de los vikingos de Limerick, así como su región y periferia, estuvo sujeto a la constancia de Ivar y las embestidas de su ejército de mercenarios suaitrech (nórdico antiguo: svartleggja o piernas oscuras) en competencia con el reino de Dublín. Valante resalta que el impuesto de capitación descrito en Cogad es muy parecido al que aparece en el Lebor na gCeart (libro de derechos) y Leabhar Ua Maine (libro de los Uí Maine) de Dublín. En cualquier caso el poderío económico en Munster, a la vista de los hallazgos en plata, parece que operaba de forma distinta al comercio de los vikingos de Dublín.
Poul Holm argumenta que el reino de Dublín, Limerick y el reino de Waterford, se pueden clasificar como ciudad estado como define Mogens Herman Hansen y el Copenhagen Polis Centre. No obstante Dublín y Limerick se pueden considerar las «plazas mayores» del remanente de territorios escandinavos. Limerick ya poseía calles en los tiempos de Ivar, como se reporta en Cogad cuando Mathgamain y los Dál gCais construyeron la gran fortaleza o dún tras la victoria en la batalla de Sulcoit.
Posiblemente como represalia por instigar la traición y muerte de Mathgamain mac Cennétig el año anterior, Ivar y dos de sus hijos, Amlaíb/Olaf (Cuallaid o "Perro Salvaje") y Dubcenn ("Cabeza Oscura"), fueron asesinados en una emboscada por Brian Boru en 977 en Scattery Island.
Tras la muerte de Ivar, su hijo Aralt mac Ímair, último rey de los extranjeros de Munster, junto con el remanente de su ejército, se unió a Donnubán mac Cathail contra la ofensiva de Brian Boru y los Dál gCais. Aralt murió en la Batalla de Cathair Cuan (978), lo que comportó el definitivo punto final del poder hiberno-nórdico de Limerick que sorprendentemente se sostuvo cincuenta y cinco años desde la llegada de Tomrair mac Ailchi en 922.